# Римський роман
Римський роман (Chamaemelum) — це невеликий рід рослин родини маргариткових. Мабуть, найвідомішим видом є Chamaemelum nobile. Це однорічні або багаторічні трави, що рідко перевищують пів метра у висоту і зазвичай мають поодинокі білі ромашкові квітки з жовтою серединкою. Вони є рідними для Європи, але більшість видів можна знайти розсіяними на інших континентах, куди вони були інтродуковані. Рід складається лише з двох видів (Chamaemelum fuscatum, Chamaemelum nobile) і належить до родини айстрових.